# Ed Koch
Edward Irving Koch, detto Ed (New York, 12 dicembre 1924 – New York, 1º febbraio 2013), è stato un politico e avvocato statunitense. Ha ricoperto per tre mandati (dal 1978 al 1989) la carica di sindaco di New York.

## Biografia
Ed Koch nasce nel distretto newyorkese del Bronx. Servì nell'esercito nella 104ª Divisione di fanteria dal 1943 al 1946, venendo congedato con il grado di sergente. Conclusa l'esperienza militare, proseguì i propri studi presso il City College of New York e la New York University School of Law. Nel 1948 ha ottenuto la laurea in giurisprudenza e l'anno seguente ha intrapreso la professione di avvocato.
Esponente di spicco della comunità ebraica, fu grande sostenitore delle ragioni di Israele; sul tema si scontrò pubblicamente con i presidenti democratici Jimmy Carter e Barack Obama.

### Carriera politica
Negli anni sessanta Koch ebbe una notevole carriera politica, che lo portò ad essere eletto al Consiglio Municipale di New York nel 1966 e al Congresso degli Stati Uniti d'America nel 1969; la sua attività di parlamentare si concluse nel dicembre 1977, quando si dimise per prendere servizio come sindaco di New York, avendo vinto le elezioni comunali dell'8 novembre 1977 sconfiggendo, fra gli altri, il sindaco in carica Abraham Beame e Mario Cuomo. Koch iniziò il suo primo mandato come sindaco di New York il 1º gennaio del 1978.
La città di New York veniva da un lungo periodo di declino, iniziato nel corso degli anni sessanta e proseguito durante tutti i settanta del XX secolo, che aveva drasticamente peggiorato la qualità della vita dei residenti provocando una pesante perdita di popolazione. A questo, si aggiungevano i problemi finanziari, che avevano portato la città di New York molto vicino alla bancarotta a metà degli anni settanta; nel 1977, inoltre, pochi mesi prima delle elezioni, un imponente blackout aveva colpito la città scatenando rivolte e riducendo nel caos la metropoli.
L'attività di Koch portò ad un radicale risanamento della situazione. La criminalità di strada venne notevolmente ridimensionata, attraverso una dura lotta alle numerosissime gang criminali che controllavano il territorio, mentre il bilancio della città venne risanato, anche attraverso l'aiuto di un prestito federale. Koch venne rieletto alle elezioni comunali sia del 1981 che del 1985; fu invece sconfitto nel 1989, verso la fine del suo terzo mandato, a favore di David Dinkins, che diventerà il primo sindaco afroamericano della città di New York.
Dopo questa sconfitta non volle più candidarsi e si limitò a sostenere di volta in volta il candidato che più gli aggradava, indipendentemente dalla sua affiliazione politica: si schierò quindi dalla parte sia di importanti repubblicani (Rudy Giuliani, Michael Bloomberg, George Pataki, George W. Bush) sia di preminenti democratici (Eliot Spitzer, Bill Bradley, Hillary Clinton, Barack Obama). Fu un fermo difensore dei diritti delle persone LGBT e durante tutta la sua carriera i suoi avversari politici insinuarono che fosse omosessuale. Varie volte si schierò in difesa di Israele e nel 2004 scrisse un libro per bambini intitolato Eddie, Harold's Little Brother. Scomparve a seguito di una lunga malattia.